# Aliweb
ALIWEB (Archie Like Indexing for the WEB) può essere considerato il primo motore di ricerca del web, dato che dei suoi predecessori furono creati per altri scopi (Wanderer e Gopher) o erano soltanto schedatori (Archie, Veronica e Jughead).
Fu annunciato nel novembre del 1993 dallo sviluppatore Martijn Koster e presentato nel maggio dell'anno successivo alla prima conferenza internazionale sul World Wide Web al CERN di Ginevra (Svizzera). Precedette di alcuni mesi WebCrawler.
ALIWEB permetteva agli utenti di sottoporre la posizione dei file di indice dei loro siti il che permetteva al motore di ricerca di includere le pagine web e di aggiungere delle descrizioni della pagina e delle parole chiave scritte dall'utente. Ciò permetteva ai webmaster di definire quali parole avessero dovuto condurre gli utenti a una certa pagina ed anche di evitare che dei bot usassero tutta la banda. Relativamente poche persone sottoposero il loro sito ed ALIWEB non fu molto usato.
Martijn Koster, che contribuì anche nella creazione di robots.txt, espose i retroscena e gli obiettivi di ALIWEB con una visione d'insieme delle sue funzioni e della sua struttura in un documento presentato al CERN.
Koster ha esplicitamente ed inequivocabilmente ripudiato il sito commerciale "aliweb.com".